# دون ماريوت
دون ماريوت هو سياسي أسترالي، ولد في 10 فبراير 1916، وتوفي في 1989. نشط حزبياً في حزب العمال الأسترالي. وقد انتخب عضو المجلس التشريعي التاسماني ‏.